# William di Gloucester
Principe William di Gloucester, nome completo William Henry Andrew Frederick (Barnet, 18 dicembre 1941 – Stourbridge, 28 agosto 1972), era un nipote di re Giorgio V del Regno Unito.
Laureato a Cambridge, entrò a far parte del Foreign and Commonwealth Office, servendo a Lagos e a Tokyo, prima di tornare ad assumere i doveri reali. A quel tempo, gli fu diagnosticata la porfiria, probabilmente ereditaria, ma morì all'età di 30 anni in un incidente aereo, mentre pilotava il suo velivolo in una competizione.

## Infanzia
Il principe William nacque a Hadley Common, nel Hertfordshire. Suo padre era il principe Henry, duca di Gloucester (1900 - 1974), terzo figlio maschio di re Giorgio V del Regno Unito e della regina Mary. Sua madre era lady Alice Christabel Montagu-Douglas-Scott (1901 - 2004), terza figlia femmina del VII duca di Buccleuch. In qualità di nipote di un sovrano britannico in linea maschile, fu designato principe del Regno Unito con l'appellativo di sua altezza reale.
Fu battezzato nella cappella privata del castello di Windsor il 22 febbraio 1942 da Cosmo Gordon Lang, arcivescovo di Canterbury. I suoi padrini e madrine furono: re Giorgio VI (suo zio paterno); la regina Mary; la principessa Elena Vittoria di Schleswig-Holstein (sua cugina); Lady Margaret Hawkins (sua zia materna); il maggiore lord William Montagu Douglas Scott (suo zio materno) e il visconte Gort (che non fu in grado di partecipare).
A causa della guerra, i giornali non divulgarono la località esatta del battesimo e dissero, invece, che ebbe luogo presso "una cappella privata nel paese".
Nel 1947, il principe William era uno dei paggi di sua cugina, la principessa Elisabetta alle sue nozze con Filippo, duca di Edimburgo. L'altro paggio era il principe Michael di Kent. Nel 1953 partecipò all'incoronazione della Regina Elisabetta II.
Il principe William trascorse la sua infanzia a Barnwell Manor nel Northamptonshire e successivamente in Australia, dove suo padre funse da governatore generale dal 1945 al 1947. Ricevette la sua educazione alla Wellesley House School, una scuola di preparazione a Broadstairs nel Kent e poi all'Eton College. Dopo aver lasciato Eton nel 1960 andò al Magdalene College di Cambridge per studiare storia, laureandosi con BA nel 1963 e conseguendo poi un MA (Cantab.) nel 1968. Dopo Cambridge, trascorse un anno di post-baccellierato all'Università di Stanford, studiando di scienze politiche, storia americana e affari.

## Carriera

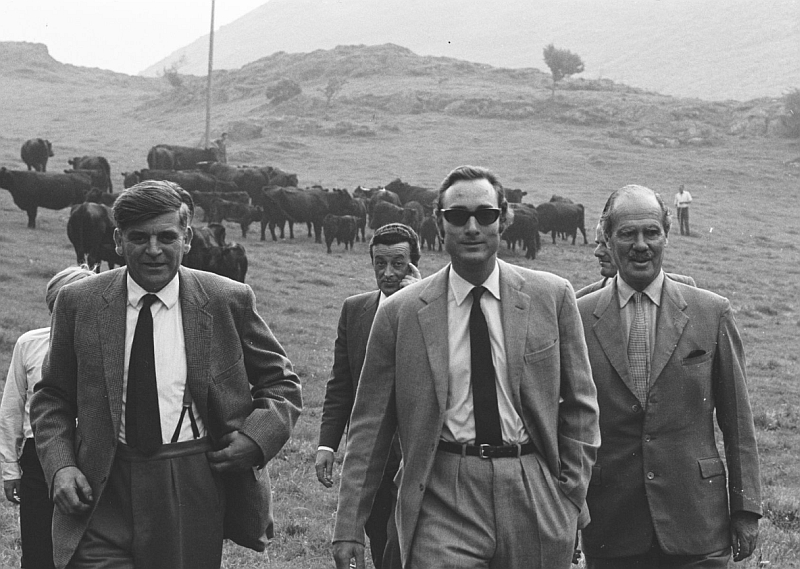
William di Gloucester visita un allevamento di bestiame in Galles un anno prima della sua morte.

Dopo il ritorno nel Regno Unito fu assunto da Lazard, una banca d'affari.
Il principe William fu il secondo membro della famiglia reale britannica a lavorare nel servizio civile o nel servizio diplomatico (il primo fu suo zio, il principe George, duca di Kent, assunto nel 1920). Nel 1965 entrò nel Commonwealth Office e venne inviato a Lagos come terzo segretario dell'Alta commissione britannica. Nel 1968 fu trasferito a Tokyo alla mansione di secondo segretario commerciale dell'ambasciata britannica.
Nel 1970 le condizioni di salute del padre cominciarono a peggiorare e al principe William fu diagnosticata la porfiria. Si dimise dal servizio diplomatico e tornò nel Regno Unito. Nei due anni successivi si occupò della gestione di Barnwell Manor e cominciò a svolgere alcune funzioni pubbliche come membro della famiglia reale.
Il principe in alcune occasioni servì come consigliere di Stato quando sua cugina, la regina, era all'estero.

## Vita personale
Poco prima del trasferimento a Tokyo avvenuto nell'agosto del 1968, il principe William su richiesta della madre fu visitato da Henry Bellringer, un medico della RAF. William disse al medico che aveva sofferto di febbre e sintomi epatiche cutanee dal dicembre del 1965 e che durarono diversi mesi. Aveva poi notato che la sua pelle era incline a essere colpita da vesciche, in particolare quando si esponeva al sole. Bellringer diagnosticò provvisoriamente la porfiria, gli prescrisse l'utilizzo di crema solare e gli raccomandò di evitare alcuni farmaci. Anche se era a conoscenza della teoria della presenza della porfiria nella storia della famiglia reale proposta dal professor Ida Macalpine e dal dottor Richard Hunter, dichiarò "di aver cercato di non lasciarsi influenzare... Con tutti i sintomi, avevo poca scelta nell'attribuire le condizioni del principe alla porfiria". Il principe venne successivamente visitato anche da ematologi dell'ospedale Addenbrookes di Cambridge e anche dal professore Ishihara di Tokyo, i quali conclusero che era affetto da porfiria variegata in via di remissione.
Il fatto che a un membro della famiglia reale britannica fosse stata diagnosticata la porfiria successivamente diede credibilità alla teoria, proposta per la prima volta dal professor Macalpine alla fine degli anni '60, che la fonte del cattivo stato di salute della regina Maria Stuarda (una antenata di entrambi i genitori di William) e di Giorgio III fosse la porfiria e che questa fu poi ereditata da alcuni membri delle famiglie reali del Regno Unito, della Prussia e di diversi principati e ducati tedeschi minori.
Anche se i dettagli della vita personale del principe William sono rimasti privati, un'intervista di Zsuzsi Starkloff, ex modella e hostess, pubblicata dal Daily Mail il 24 agosto 2012, rivela che William aveva un rapporto di lunga data con lei e afferma che voleva sposarla. La Starkloff ipotizza che poiché era due volte divorziata e madre di due bambini piccoli, la famiglia di William rifiutò di riconoscere o accettare la loro relazione e che la Corte le era ostile perché era ebrea e ungherese. Secondo la Starkloff, William però continuò a mantenere il rapporto con lei fino alla sua morte nel 1972.
Il rapporto con Zsuzsi Starkloff fu ulteriormente esplorato nel documentario televisivo The Other Prince William andato in onda su Channel 4 nel 2015.

## Morte
Il principe William aveva il brevetto di volo e possedeva diversi velivoli, gareggiava inoltre in competizioni aeree amatoriali. Il 28 agosto del 1972 stava gareggiando nel Goodyear International Air Trophy al Halfpenny Green, vicino Wolverhampton, con Vyrell Mitchell - un pilota con cui il principe aveva spesso gareggiato - come passeggero. Poco dopo il decollo, il loro Piper Cherokee colpì un albero incendiandosi senza lasciare scampo ai due occupanti.
Suo padre, il principe Henry, duca di Gloucester, era in così cattive condizioni di salute, al momento della morte del figlio, che la moglie, la madre di William, esitò nel dargli la notizia. In seguito ella dichiarò nelle sue memorie che non lo fece, ma ammise che egli possa aver appreso della morte del figlio dalla riprese televisive.
Il principe William fu sepolto nel Royal Burial Ground di Frogmore. L'istituto comprensivo di Oundle, che aprì nel 1971, fu rinominato Prince William School in sua memoria.
Il principe William era l'erede apparente dei titoli di suo padre, duca di Gloucester, conte di Ulster e barone Culloden. In seguito alla sua morte, suo fratello minore, il principe Richard di Gloucester diventò erede apparente e successe in questi titoli nel 1974. Il principe William fu il primo nipote di re Giorgio V e della regina Mary a morire.
Condivideva un rapporto stretto con il re Carlo III del Regno Unito, suo biscugino di sette anni più giovane. Il principe di Galles chiamò il suo primogenito, il principe William, nato nel 1982, in onore di William.

## Titoli, trattamento, onorificenze e stemma

Stemma del principe William

### Titoli e trattamento
- 18 dicembre 1941 – 28 agosto 1972: sua altezza reale principe William di Gloucester

Titolo completo: sua altezza reale principe William Henry Andrew Frederick di Gloucester.

### Onorificenze
- Consigliere di Stato (1962 – 1971)

## Ascendenza
|                                                   |                                                     |                                                   | Genitori                                 |  |  | Nonni |  |  | Bisnonni                    |  |  | Trisnonni                         |  |
|                                                   |                                                     |                                                   |                                          |  |  |       |  |  | Edoardo VII del Regno Unito |  |  | Alberto di Sassonia-Coburgo-Gotha |  |
|                                                   |                                                     |                                                   |                                          |  |  |       |  |  | Edoardo VII del Regno Unito |  |  | Alberto di Sassonia-Coburgo-Gotha |  |
|                                                   |                                                     | Vittoria del Regno Unito                          |                                          |  |  |       |  |  | Edoardo VII del Regno Unito |  |  |                                   |  |
| Giorgio V del Regno Unito                         |                                                     |                                                   |                                          |  |  |       |  |  | Edoardo VII del Regno Unito |  |  |                                   |  |
|                                                   |                                                     | Alessandra di Danimarca                           | Cristiano IX di Danimarca                |  |  |       |  |  |                             |  |  |                                   |  |
|                                                   |                                                     | Alessandra di Danimarca                           | Cristiano IX di Danimarca                |  |  |       |  |  |                             |  |  |                                   |  |
|                                                   |                                                     | Alessandra di Danimarca                           | Luisa d'Assia-Kassel                     |  |  |       |  |  |                             |  |  |                                   |  |
| Henry di Gloucester                               |                                                     | Alessandra di Danimarca                           |                                          |  |  |       |  |  |                             |  |  |                                   |  |
|                                                   |                                                     | Francesco di Teck                                 | Alessandro di Württemberg                |  |  |       |  |  |                             |  |  |                                   |  |
|                                                   |                                                     | Francesco di Teck                                 | Alessandro di Württemberg                |  |  |       |  |  |                             |  |  |                                   |  |
|                                                   |                                                     | Francesco di Teck                                 | Claudine Rhédey von Kis-Rhéde            |  |  |       |  |  |                             |  |  |                                   |  |
| Mary di Teck                                      |                                                     | Francesco di Teck                                 |                                          |  |  |       |  |  |                             |  |  |                                   |  |
|                                                   |                                                     | Maria Adelaide di Cambridge                       | Adolfo, duca di Cambridge                |  |  |       |  |  |                             |  |  |                                   |  |
|                                                   |                                                     | Maria Adelaide di Cambridge                       | Adolfo, duca di Cambridge                |  |  |       |  |  |                             |  |  |                                   |  |
|                                                   |                                                     | Maria Adelaide di Cambridge                       | Augusta d'Assia-Kassell                  |  |  |       |  |  |                             |  |  |                                   |  |
| William di Gloucester                             |                                                     | Maria Adelaide di Cambridge                       |                                          |  |  |       |  |  |                             |  |  |                                   |  |
|                                                   | William Montagu Douglas Scott, VI duca di Buccleuch | Walter Montagu Douglas Scott, V duca di Buccleuch |                                          |  |  |       |  |  |                             |  |  |                                   |  |
|                                                   | William Montagu Douglas Scott, VI duca di Buccleuch | Walter Montagu Douglas Scott, V duca di Buccleuch |                                          |  |  |       |  |  |                             |  |  |                                   |  |
|                                                   | William Montagu Douglas Scott, VI duca di Buccleuch | Charlotte Anne Thynne                             |                                          |  |  |       |  |  |                             |  |  |                                   |  |
| John Montagu Douglas Scott, VII duca di Buccleuch | William Montagu Douglas Scott, VI duca di Buccleuch |                                                   |                                          |  |  |       |  |  |                             |  |  |                                   |  |
|                                                   |                                                     | Lady Louisa Hamilton                              | James Hamilton, I duca di Abercorn       |  |  |       |  |  |                             |  |  |                                   |  |
|                                                   |                                                     | Lady Louisa Hamilton                              | James Hamilton, I duca di Abercorn       |  |  |       |  |  |                             |  |  |                                   |  |
|                                                   |                                                     | Lady Louisa Hamilton                              | Louisa Jane Russell                      |  |  |       |  |  |                             |  |  |                                   |  |
| Lady Alice di Montagu Douglas Scott               |                                                     | Lady Louisa Hamilton                              |                                          |  |  |       |  |  |                             |  |  |                                   |  |
|                                                   |                                                     | George Bridgeman, IV conte di Bradford            | Orlando Bridgeman, III conte di Bradford |  |  |       |  |  |                             |  |  |                                   |  |
|                                                   |                                                     | George Bridgeman, IV conte di Bradford            | Orlando Bridgeman, III conte di Bradford |  |  |       |  |  |                             |  |  |                                   |  |
|                                                   |                                                     | George Bridgeman, IV conte di Bradford            | Selina Louisa Weld-Forester              |  |  |       |  |  |                             |  |  |                                   |  |
| Lady Margaret Bridgeman                           |                                                     | George Bridgeman, IV conte di Bradford            |                                          |  |  |       |  |  |                             |  |  |                                   |  |
|                                                   |                                                     | Lady Ida Lumley                                   | Richard Lumley, IX conte di Scarbrough   |  |  |       |  |  |                             |  |  |                                   |  |
|                                                   |                                                     | Lady Ida Lumley                                   | Richard Lumley, IX conte di Scarbrough   |  |  |       |  |  |                             |  |  |                                   |  |
|                                                   |                                                     | Lady Ida Lumley                                   | Frederica Mary Drummond                  |  |  |       |  |  |                             |  |  |                                   |  |
|                                                   |                                                     | Lady Ida Lumley                                   |                                          |  |  |       |  |  |                             |  |  |                                   |  |